# Javier Turienzo Álvarez
Javier Turienzo Álvarez (Barakaldo, Biscaia, País Basc, 3 de novembre de 1966) és un exàrbitre de futbol de la Primera Divisió d'Espanya. Pertany al Comitè d'Àrbitres de Castella i Lleó. Mai va ser nomenat àrbitre internacional.

## Trajectòria
Va debutar en Primera Divisió d'Espanya el 29 d'agost de 1999 en el partit Reial Saragossa contra Reial Oviedo (4-0).
La temporada 2006-07 va denunciar que va rebre més de 50 amenaces telefòniques, després d'arbitrar un Real Racing Club de Santander contra Reial Madrid Club de Futbol, en el qual va assenyalar dos penals a favor del Racing, en un partit que va finalitzar amb victòria de l'equip de Santander. Turienzo en una entrevista concedida al programa Punto Pelota, va definir aquells moments com els més durs de la seva carrera professional.
Fou l'àrbitre de l'Alcorconazo, partit de Copa entre l'AD Alcorcón i el Reial Madrid que va acabar en una sonora victòria 4-0 pels primers. L'àrbitre lleonès es va veure obligat a denunciar l'equip de la seva ciutat, la Cultural y Deportiva Leonesa, després de l'impagament de 14.000 euros, corresponents a l'arrendament d'un pis de la seva propietat que va cedir al club lleonès, i que va ocupar el futbolista Iván Mateo.
Es va retirar la temporada 2011-12. L'últim partit que va dirigir va ser el Sevilla Futbol Club - Rayo Vallecano de Madrid (5-2) el 5 de maig de 2012.

## Premis
- Premi Don Balón (1): 2010